# Verlooplaan
De Verlooplaan is een straat in de Nederlandse gemeente Barneveld (provincie Gelderland). De Verlooplaan is vernoemd naar Gerrit Verloop. Hij was gemeente-ontvanger van 1864-1900. Een gemeente-ontvanger had tot taak de (belasting)inkomsten te innen en te zorgen dat de uitgiften op de juiste tijden bij de juiste personen terechtkomen.
De meeste huizen in de Verlooplaan dateren uit het begin van de 20е eeuw. Slechts enkele huizen hadden in die tijd een officiële naam. Zo had het huis aan de Verlooplaan 2 in die tijd de naam "Op Honk". Het huis aan de Verlooplaan 5 droeg de naam "'t Kleine Heem".
De Verlooplaan grenst voor een deel aan de Spoorlijn Nijkerk - Ede-Wageningen (Kippenlijn).